# Герасимович Ельвіра Петрівна
Ельвіра Петрівна Герасимович (біл. Эльвіра Пятроўна Герасімо́віч; нар. 5 червня 1925, Мінськ — пом. 22 липня 2015, Мінськ) — білоруська театрознавець, акторка, педагог. Кандидат наук з мистецтвознавства з 1956 року, з 1977 — професор. В 1974 році їй присвоєно почесне звання «Заслужений діяч мистецтв Білорусі».

## Життєпис
Закінчила Білоруський театрально-художній інститут у 1949 році, курс Є. Мировича, де і залишилася працювати. В 1968—1984 — ректор, а з 1984 професор кафедри історії і теорії мистецтва.
В 1957—1968 роках працювала інструктором, замісником секрктаря мистецтва ЦК КПБ.

## Наукова діяльність
Досліджувала історію білоруського театру, а саме, діяльність Національного академічного драматичного театру імені Якуба Коласа у міжвоєнний період, проблеми театральної педагогіки, професійного виховання актора. Тема кандидатської дисертації — «Основні етапи творчого шляху Білоруського державного драматичного театру імені Якуба Коласа (1921—1941 роки)», яку захистила в Державному інституті театрального мистецтва імені А. Луначарського в Москві у 1956 році.

## Творча діяльність
Автор багатьох сценаріїв для теле- («Люди на болоті» за Іваном Мележем, 1960) та радіопостановок («Серце на долоні» за Іваном Шемекіним, «Рудобельська республіка» за Сергієм Граховським, «Сліди на асвальті» за Василем Биковим, «На струнах бурі» Лідії Оробей) та інші.

## Нагороди
- Орден «Знак Пошани»
- медаль «За доблесну працю в роки Великої Вітчизняної війни 1941—1945 років»
- медаль «За трудову доблесть»
- Почесні грамоти Верховної Ради БРСР.